# Stenandrium corymbosum
Stenandrium corymbosum är en akantusväxtart som beskrevs av Christian Gottfried Daniel Nees von Esenbeck. Stenandrium corymbosum ingår i släktet Stenandrium och familjen akantusväxter. Inga underarter finns listade i Catalogue of Life.